# Des Satans Satellit
Des Satans Satellit (Originaltitel: Satan’s Satellites) ist ein US-amerikanischer Science-Fiction-Film von 1958. Es handelt sich dabei um einen Zusammenschnitt des Serials Zombies of the Stratosphere von 1952 mit Leonard Nimoy in einer Nebenrolle. Die Spezialeffekte stammten von Howard Lydecker.

## Handlung
Die beiden Marsianer Marex und Narab landen in einem Raumschiff auf der Erde. Zusammen mit irdischen Gangstern planen sie, die Erde aus der Umlaufbahn der Sonne zu entfernen, um ihren Heimatplaneten an ihre Stelle zu setzen, um bessere Lebensbedingungen zu erhalten. Dieser Plan wird durch das Eingreifen von Larry Martin, einem Angehörigen der Interplanetarischen Polizei, in Zusammenarbeit mit Sue und Bob verhindert.

## Kritik
„Neben den in mittelalterlichen Kettenpanzern durchaus menschlich wirkenden Marsbewohnern wird mit Raketen, Elektrokanonen, Robotern und anderen Requisiten des utopischen Films stark auf Spannung gezielt. Es kommt aber lediglich zu gesunden Heiterkeitsausbrüchen, z. B. wenn die Supermänner die Roboter mit Stuhlbeinen besiegen.“

## Überlieferung
- Die deutsche Fassung wurde 2011 auf DVD ediert.